# Wouter van Oortmerssen
Wouter van Oortmerssen, también conocido como Aardappel, es un programador holandés destacado por su trabajo en la programación de videojuegos así como por haber diseñado varios lenguajes de programación. Cuenta con una titulación de Máster en lingüística computacional de la Universidad de Ámsterdam y un doctorado en informática otorgado por la Universidad de Southampton.
Actualmente trabaja como decano de Desarrollo de Software en la Southern Methodist University.
Ha trabajado en algunos juegos como Far Cry y es el creador de los motores de código abierto Cube y Sauerbraten. Van Oortmerssen también creó PanQuake y Fisheye Quake basado en el código fuente del juego Quake, y WadC, un lenguaje para generar niveles para el juego Doom.
Entre sus lenguajes de programación cabe citar FALSE, que contribuyó al entusiasmo popular del movimiento de los lenguajes de programación esotéricos, así como Amiga E.
Como curiosidad, Wouter es la persona que tomó la fotografía de "San IGNUcio" a Richard Stallman que aparece en el sitio web de Stallman .
Wouter también es conocido por los inusuales nombres que emplea para sus lenguajes de programación, siendo algunos de ellos muy entretenidos.